# Ligny-en-Brionnais
Ligny-en-Brionnais est une commune française située dans le département de Saône-et-Loire, en région Bourgogne-Franche-Comté.

## Géographie
Comme son nom l'indique, Ligny fait partie du Brionnais.
La commune de Ligny-en-Brionnais  est située dans le département de Saône-et-Loire, l'arrondissement de Charolles et depuis 2015 dans le nouveau canton de Chauffailles considérablement agrandi. Elle relevait jusqu'alors du canton de Semur-en-Brionnais supprimé. La forme générale de son territoire est celle d'un épais croissant.
Avec une superficie totale de 16 km2 (15,94 exactement) supérieure à la moyenne des communes du Nord-Est roannais, 13 km², mais inférieure à celle de sa voisine Saint-Julien-de-Jonzy (près de 23 km2) Ligny étire son périmètre sur 24 km. Avec Vauban, l'une de ses six voisines, Ligny confine au nord-est sur la distance considérable de plus de 10 km. Avec Saint-Julien-de-Jonzy à l'ouest, la limite est longue de 5 km, elle est d'un peu plus de 3 km au sud-est avec Saint-Maurice-lès-Châteauneuf et de 2,7 km au sud avec Saint-Edmond. Ailleurs, le contact est plus réduit : 1,6 km au sud-ouest avec Saint-Bonnet-de-Cray, 1,25 km  au nord avec ain-Christophe-en-Brionnais. .
Les limites de la commune sont artificielles dans l'ensemble si l'on met à part les hautes collines de ses confins nord-ouest qui la bornent du côté de Saint-Julien-de-Jonzy et un kilomètre du talweg du ruisseau des Équetteries au sud face à Saint-Edmond. D'ailleurs, le tracé de ces limites est souvent rectiligne sur d'assez grandes distances notamment à l'est, dépourvu d'accidents naturels.
Le territoire entier de la commune s'étend sur la partie orientale du bombement brionnais qui penche vers le Sornin (tandis que son versant occidental écoule ses eaux directement vers la Loire). Il s'ensuit que sa pente générale est orientée vers le sud-est.
Ce n'est pas le relief qui donne au territoire municipal son unité puisque les cours d'eau le divisent en trois compartiments différemment accidentés. Celui que la rivière le Bezo délimite au nord-ouest de la commune - qui couvre un peu plus de 6 km2 - est le seul à présenter un modelé quelque peu vigoureux. Aussi bien appartient-il au « Brionnais bossu » où les altitudes sont les plus élevées ; le point culminant de la commune - 508 m - y est situé, sur la limite avec Saint-Julien-de-Jonzy. On ne se trouve pourtant pas sur la partie la plus élevée du bombement qui appartient à Sainte-Foy où l'on frôle les 550 m. Sur le glacis que représente ce compartiment les altitudes décroissent conformément au schéma général du nord-ouest vers le sud-est et la dénivelée y est importante ; entre le point culminant et l'aval du Bezo sur la commune (330 m), la pente moyenne est supérieure à 4 %. Le bourg de Ligny, qui appartient à ce compartiment et domine le Bezo, est à 375 m d'altitude.
Bien différent est le second compartiment qui occupe la partie centrale du territoire de la commune et s'étend sur plus de 7 km² soit presque la moitié de sa superficie totale. Il est compris entre deux cours d'eau, le Bezo et le ruisseau des Équetteries et se présente pour l'essentiel sous la forme d'une surface subhorizontale où les altitudes se cantonnent entre 390 et 370 m. Seuls font exception le nord du compartiment où du côté du Bois des Mussands on dépasse les 400 m et le sud où dans le vallon du Ruisseau où l'on n'est plus qu'à 333 m.
Le troisième compartiment sensiblement moins étendu que les deux autres (2,7 km2) occupe la partie de la commune à l'est du ruisseau des Équetteries. Il est inclus dans l'interfluve qui sépare ce cours d'eau du Sornin et il en forme le versant occidental. Ce versant est d'ailleurs plus court  et moins incliné que celui qui penche vers le Sornin sur la commune voisine de Saint-Maurice-lès-Châteauneuf.
Les altitudes y sont modestes, ce qui fait de lui la continuité du plateau central, entre 400 et 380 m.
Comme bon nombre de communes brionnaises, Ligny est médiocrement boisée. La modestie des altitudes, la modération du climat et les qualités pédologiques des sols ont conjugué leurs effets pour déterminer un défrichement précoce et généralisé des surfaces. Les 110 ha de forêt de son espace municipal lui confèrent un taux de boisement de 6,9 % qui s'apparente à celui de sa voisine Vareilles (6,23 %), un peu inférieur à celui de Vauban (8 %) mais bien supérieur à celui de Saint-Christophe-en-Brionnais (3,3 %), de Baudemont (1,81 %) ou de Saint-Laurent-en-Brionnais (1,39 %), des taux qui sont sans commune mesure avec ceux de la montagne beaujolaise somme toute peu éloignée (Ranchal 67 %) ou du Nord-Ouest brionnais fort proche Semur (45 %). Les espaces boisés se rencontrent essentiellement dans le nord montueux de la commune où le Bois des Moussands sur les deux rives du Bezo représente à lui seul 90 ha.
A l'instar de nombreuses communes rurales brionnaises, Ligny est desservi par un réseau routier d'une longueur modeste (6,37 km). L'axe principal est représenté par la route départementale 8 reliant Chauffailles à Marcigny qui traverse son territoire sur 4,85 km selon une direction approximativement est-ouest en passant près du bourg. Au carrefour des Trois-Croix se greffe sur la D 8 la D 20 qui se dirige vers Saint-Christophe-en-Brionnais et qui intéresse le territoire communal sur 1,5 km seulement mais qui forme ensuite la limite avec Saint-Julien-de-Jonzy sur plus de 2 km. La densité du réseau des routes départementales est ainsi de 400 m/km2. À titre de comparaison et pour prendre l'exemple le cas de deux communes du haut-Beaujolais, un secteur montagneux dont on pourrait supposer qu'il est plus enclavé, communes de superficie comparable à celle de Ligny, Ranchal (15,4 km²) et Propières (16 km2) le rapport kilométrage, route départementale/superficie est de 877 m pour la première et de 1 000 m pour la seconde.
Comme dans beaucoup de communes rurales, un lacis serré de chemin communaux sillonne son territoire unissant au bourg les hameaux et ceux-ci entre eux. L'un de ces chemins relie les lieux dits l'Abbaye d'une part et les Serves d'autre part sur le plateau central selon un tracé rectiligne de 1,5 km.
L'accès au chemin de fer est à Chauffailles ou à La Clayette, situées à égale distance de la commune (14 km) sur la ligne ferroviaire de Lyon à Paray-le-Monial ou à Roanne (31 km) en direction de Paris par Saint-Germain-des-Fossés. La ligne du TGV Paris-Lyon-Marseille est accessible en 68 km à la gare de Mâcon-Loché en direction de Lyon ou à celle de Montchanin-Le Creusot en 78 km en direction de Paris. Des autobus reliant Roanne à Montchanin quotidiennement ont un arrêt à Marcigny à 13 km de Ligny.
L'aéroport de Lyon-Saint-Exupéry est distant de 127 km.
Dans le domaine des habitudes sociales de la population, seulement quatre localités urbaines ou para-urbaines situées approximativement à la même distance de Ligny sont en position d'exercer une influence sur la commune : Charlieu, Chauffailles, Marcigny et La Clayette à des degrés divers et selon des points de vue différents. Le pouvoir d'attraction des deux dernières (accès aux transports, enseignement, etc.) est tout de même éclipsé par celui de Chauffailles et de Charlieu. Le chef-lieu de canton dont dépend la commune bénéficie de son rôle administratif mais son offre sur le plan de l'emploi, du commerce, de l'éducation lui confère un rayonnement indiscutable sur Ligny. Pourtant la seule de ces quatre localités extérieure au département de Saône-et-Loire à savoir Charlieu est indéniablement celle dont le rayonnement est le plus fort grâce à sa vocation marchande, éducative, culturelle, etc. Elle est la seule des quatre à disposer par exemple d'un établissement d'instruction secondaire menant ses élèves jusqu'au niveau du baccalauréat.
En ce qui concerne l'attraction que peut exercer sur les communes rurales du sud-Brionnais et notamment sur Ligny une ville moyenne  (concept se référant à une agglomération de plus de 20 000 habitants) c'est encore une fois hors du département et en l’occurrence de la région qu'il faut chercher : 30 km seulement séparent Ligny de Roanne centre d'une aire urbaine de plus de 100 000 h. dimension et proximité  qui lui permettent d'exercer sur ce coin de terroir une authentique influence. La prépondérance de Roanne est pourtant battue en brèche en ce qui concerne la diffusion de sa presse puisqu'elle rencontre ici la forte concurrence des journaux de la Bourgogne du sud. D'ailleurs sa relative proximité permet également à Paray-le-Monial, grâce à son hôpital et à ses commerces, de rayonner sur Ligny et ses environs. Quant à Mâcon, son éloignement ne lui laisse pas la possibilité d'établir des relations très suivies avec la commune. Dijon capitale régionale éloignée de 165 km n'est pas susceptible de contrebalancer l'attraction de Lyon, la métropole du centre-est de la France, qui n'est distante de Ligny que de 93 km.
Le Brionnais est par excellence un pays de bocage et le territoire municipal de Ligny en présente toutes les caractéristiques : prédominance des herbages, parcelles de forme irrégulière et de taille inégale encloses de haies vives, habitat dispersé et réseau serré de chemins ruraux. Dans ce type de paysage la répartition de la population multiplie les écarts - une trentaine dans la commune - et les fermes isolées. Le bourg ne rassemble généralement qu'une assez faible fractions des habitants de la commune.
Répartis selon les différents secteurs de la commune les lieuxdits sont les suivants :
- à l'ouest du Bezo et du nord au sud, le Proleux, les Sertines, Fond Levreaux, la Pierre, le Pressy, Fromental, Montcelly, Briaille, le Château Gaillard, les Trois Croix, les Mollières, Chamron ainsi que le bourg lui-même
- entre Bezo et Ruisseau des Équetteries également du nord au sud, la Vesvre, Saint Amable, l'Étoile, les Landes, la Goutte, le Devant, les Truges, Clairmatin, les Grapillons, les Borbes, l'Abbaye, la Forêt, Saint Rigaud, la Petite Forêt, les Serves, Terre de Mussy, les Terres d'Avaises
- à l'est du Ruisseau des Équetteries, Avignon
Dans ce terroir à la population clairsemée et dispersée il n'est pas un lieudit rassemblant assez d'habitations pour passer pour un véritablement hameau.
D'autre part certaines dénominations s'appliquent à des lieux non habités garennes herbeuses ou boisées telles Pré des Rouets, les Génétas, le Bois de la Chatonne, le Bois des Moussands, Bois des Chaintres, le Bois de Charroire.
L'INSEE ne fournit plus aujourd'hui le nombre d'habitants agglomérés des communes. A une époque où ces données étaient disponibles : en 1968 sur 383 habitants de la commune 61 vivaient dans le bourg soit une proportion de 16 % ; en 1975, 62  personnes  étaient agglomérées alors que la commune comptait 332 habitants la proportion étant passée ainsi à 19 %. En extrapolant à partir des données les plus récentes, celles de 1975, mais en sachant qu'il s'agirait nécessairement d'une approximation on peut sur cette base estimer à l'heure actuelle à 65 le nombre de personnes réunies dans le bourg, proportion en rapport avec la moyenne des communes rurales en pays bocager (19 % à Ligny-en-Brionnais).
L'histoire démographique de la commune présente un décalage par rapport à l'évolution de la population dans bon nombre de localités rurales de la région depuis deux siècles. Cette évolution s'est déroulée ailleurs le plus souvent en trois phases ; la première couvrant la période 1800-1850 ou 1800-1875 marquée par une forte croissance de la population, la seconde généralement longue d'un siècle caractérisée par une érosion démographique importante parfois spectaculaire, la troisième qui a vu une notable reprise de la croissance depuis les plus récentes décennies.
Si les causes qui ont déterminé l'existence de plusieurs phases dans l'histoire démographique de la commune sont pour une bonne part identiques à celles qui se sont manifestées dans les campagnes de la région en général du moins n'y a t-il pas concordance avec le déroulement de cette histoire telle que décrite ci-dessus en ce qui concerne tant le nombre de phases que les dates initiales et finales et la durée de chacune d'elles.
La première moitié du XIXe siècle a certes connu à Ligny comme ailleurs une croissance continue de la population due au maintien d'une forte natalité au sein d'une société paysanne mais qui s'est révélée ici relativement modeste (1 056 hab. en 1806, 1 296 - pic démographique - en 1846 soit seulement + 23 % en 40 ans). S'intercale ensuite un moment de stabilité d'une décennie et demie puisque en 1866 on comptait encore 1 216 personnes vivant dans la commune.
Au cours du dernier tiers du XIXe siècle s'est déclenché l'exode rural induit par l'industrialisation des petites villes de la région demandeuses de main-d'œuvre. S'est alors amorcé un déclin de la population que les pertes humaines de la Première Guerre mondiale ont accentué et qui s'est prolongé jusqu'à l'extrême fin du XXe siècle. Ligny avait connu ainsi une véritable hémorragie humaine qui lui avait fait perdre les 3/4 de ses habitants en 125 ans.
À cette histoire démographique de Ligny fait défaut une période, la plus récente, qui caractérise depuis souvent deux décennies beaucoup de localités rurales de la région, période de renouveau démographique spectaculaire dans certains cas. Malgré une très légère reprise de croissance, il ne restait que 340 personnes dans la commune en 2017.

### Géologie
La géologie établit une différence entre le nord et le sud du territoire communal de Ligny. La partie septentrionale accidentée est largement couverte de part et d'autre de la vallée du Bezo par des formations siliceuses superficielles d'origine quaternaire tandis que la partie méridionale est le domaine des formations tertiaires argileuses, argilo-sableuses  sur les bas versants, de même que des complexes colluviaux également argileux sur les plateaux. Dans leur travail d'érosion les cours d'eau, le Bezo principalement, ont fait réapparaître des couches  d'âge secondaire, calcaires marneux ou calcaires à entroques (fossiles). Le fond de la vallée du Sornin et accessoirement celle du Ruisseau est tapissé d'alluvions récentes, sables, graviers et cailloutis.

### Hydrographie
Les deux cours d'eau qui drainent la commune coulent du nord au sud subséquents par rapport à la pente générale du territoire attirés qu'ils sont par le proche niveau de base du Sornin dont ils sont tous deux tributaires. Le plus considérable des deux est le Bezo appelé naguère Suppléon ou ruisseau de la Motte. La longueur totale de son cours est de 19,6 km. dont un plus de 8 à Ligny. Il n'a pour affluents que de petits ruisseaux qu'il reçoit à peu près exclusivement sur sa rive droite. Son régime est caractérisé par des étiages sévères. Sa vallée est localement encaissée ainsi à la hauteur du bourg de la commune où elle oblige la route départementale à un détour prononcé.
Nettement plus modeste est le ruisseau des Équetteries, nommé parfois Rivière d'Augier, de par sa longueur de 13,5 km seulement et son faible débit; son bassin versant coincé entre celui du Sornin et celui du Bézo ne lui laisse la possibilité de ne recevoir aucun affluent. Il traverse le territoire de la commune sur 3 km.

### Climat
Pour des articles plus généraux, voir Climat de la Bourgogne-Franche-Comté et Climat de Saône-et-Loire.
En 2010, le climat de la commune est de type climat océanique dégradé des plaines du Centre et du Nord, selon une étude du Centre national de la recherche scientifique s'appuyant sur une série de données couvrant la période 1971-2000. En 2020, Météo-France publie une typologie des climats de la France métropolitaine dans laquelle la commune est exposée à un climat de montagne ou de marges de montagne et est dans la région climatique Centre et contreforts nord du Massif Central, caractérisée par un air sec en été et un bon ensoleillement.
Pour la période 1971-2000, la température annuelle moyenne est de 10,6 °C, avec une amplitude thermique annuelle de 17 °C. Le cumul annuel moyen de précipitations est de 889 mm, avec 12,4 jours de précipitations en janvier et 7,8 jours en juillet. Pour la période 1991-2020, la température moyenne annuelle observée sur la station météorologique de Météo-France la plus proche, « Briant », sur la commune de Briant à 8 km à vol d'oiseau, est de 11,7 °C et le cumul annuel moyen de précipitations est de 930,7 mm. 
La température maximale relevée sur cette station est de 40 °C, atteinte le 12 août 2003 ; la température minimale est de −14,7 °C, atteinte le 31 décembre 1996,,.
Les paramètres climatiques de la commune ont été estimés pour le milieu du siècle (2041-2070) selon différents scénarios d'émission de gaz à effet de serre à partir des nouvelles projections climatiques de référence DRIAS-2020. Ils sont consultables sur un site dédié publié par Météo-France en novembre 2022.

## Urbanisme

### Typologie
Au 1er janvier 2024, Ligny-en-Brionnais est catégorisée commune rurale à habitat très dispersé, selon la nouvelle grille communale de densité à sept niveaux définie par l'Insee en 2022.
Elle est située hors unité urbaine et hors attraction des villes,.

### Occupation des sols
L'occupation des sols de la commune, telle qu'elle ressort de la base de données européenne d’occupation biophysique des sols Corine Land Cover (CLC), est marquée par l'importance des territoires agricoles (93,1 % en 2018), une proportion sensiblement équivalente à celle de 1990 (93 %). La répartition détaillée en 2018 est la suivante : prairies (91,2 %), forêts (6,9 %), zones agricoles hétérogènes (1,9 %). L'évolution de l’occupation des sols de la commune et de ses infrastructures peut être observée sur les différentes représentations cartographiques du territoire : la carte de Cassini (XVIIIe siècle), la carte d'état-major (1820-1866) et les cartes ou photos aériennes de l'IGN pour la période actuelle (1950 à aujourd'hui).

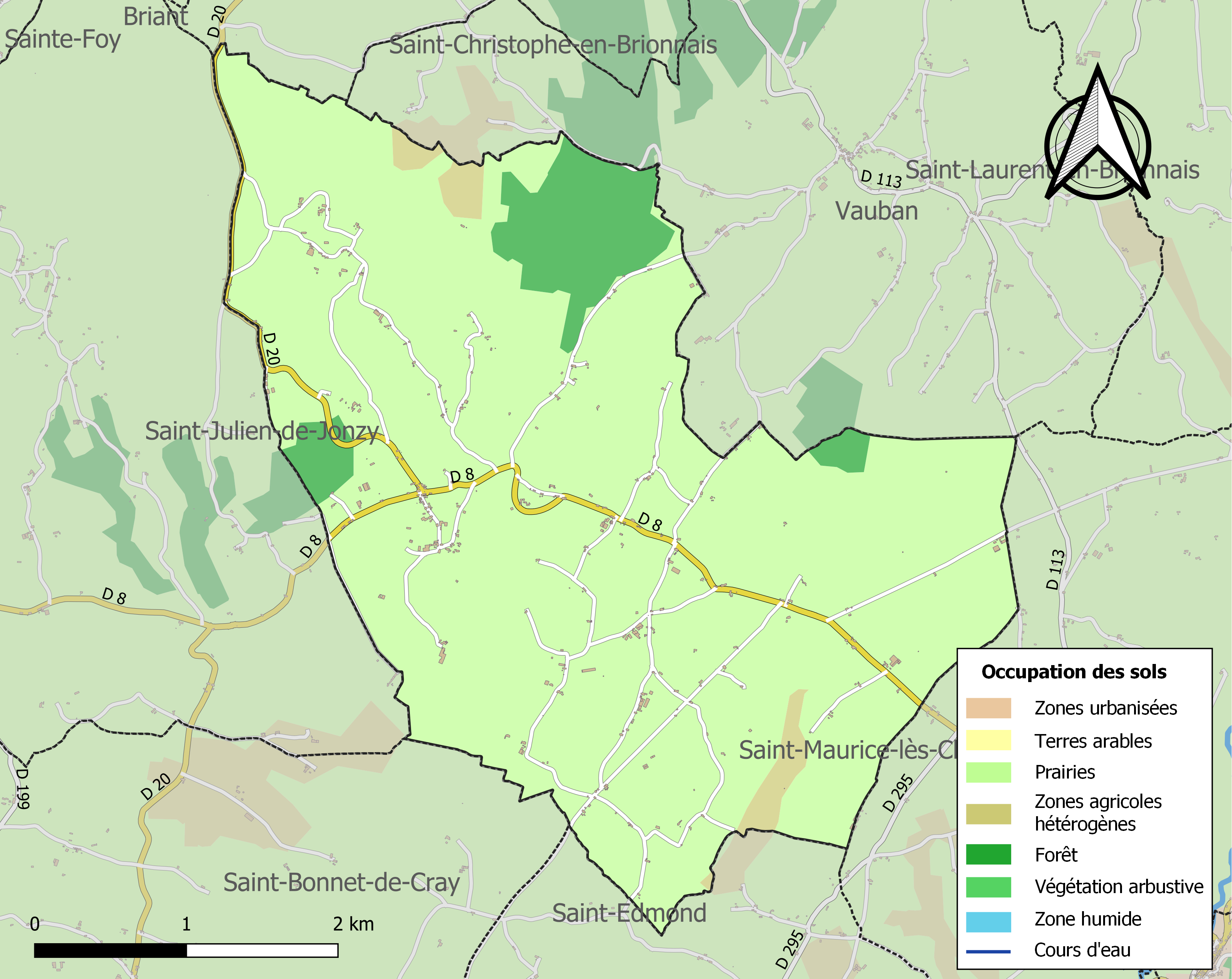
Carte des infrastructures et de l'occupation des sols de la commune en 2018 (CLC).

## Histoire
Avant la Révolution, la paroisse de Ligny est partagée entre plusieurs seigneuries : principalement, la seigneurie de L'Étoile, au nord, et la seigneurie de Champrond, au sud.
En 1932, avec Saint-Maurice-lès-Châteauneuf et Saint-Bonnet-de-Cray, la commune cède une partie de son territoire pour former la commune de Saint-Edmond.

## Politique et administration
| Période                                  | Période  | Identité      | Étiquette | Qualité |
| ---------------------------------------- | -------- | ------------- | --------- | ------- |
| mars 2001                                | En cours | Pierre Duriau |           |         |
| Les données manquantes sont à compléter. |          |               |           |         |

## Démographie
L'évolution du nombre d'habitants est connue à travers les recensements de la population effectués dans la commune depuis 1793. Pour les communes de moins de 10 000 habitants, une enquête de recensement portant sur toute la population est réalisée tous les cinq ans, les populations de référence des années intermédiaires étant quant à elles estimées par interpolation ou extrapolation. Pour la commune, le premier recensement exhaustif entrant dans le cadre du nouveau dispositif a été réalisé en 2004.

En 2022, la commune comptait 379 habitants, en évolution de +15,2 % par rapport à 2016 (Saône-et-Loire : −1,06 %, France hors Mayotte : +2,11 %).
| 1793  | 1800  | 1806  | 1821  | 1831  | 1836  | 1841  | 1846  | 1851  |
| ----- | ----- | ----- | ----- | ----- | ----- | ----- | ----- | ----- |
| 1 100 | 1 203 | 1 056 | 1 091 | 1 192 | 1 207 | 1 283 | 1 296 | 1 219 |

| 1856  | 1861  | 1866  | 1872  | 1876  | 1881  | 1886  | 1891  | 1896  |
| ----- | ----- | ----- | ----- | ----- | ----- | ----- | ----- | ----- |
| 1 213 | 1 223 | 1 216 | 1 228 | 1 215 | 1 192 | 1 144 | 1 114 | 1 077 |

| 1901  | 1906 | 1911 | 1921 | 1926 | 1931 | 1936 | 1946 | 1954 |
| ----- | ---- | ---- | ---- | ---- | ---- | ---- | ---- | ---- |
| 1 036 | 977  | 880  | 688  | 683  | 618  | 565  | 523  | 488  |

| 1962 | 1968 | 1975 | 1982 | 1990 | 1999 | 2004 | 2006 | 2009 |
| ---- | ---- | ---- | ---- | ---- | ---- | ---- | ---- | ---- |
| 437  | 383  | 332  | 325  | 298  | 295  | 337  | 346  | 349  |

| 2014 | 2019 | 2022 | - | - | - | - | - | - |
| ---- | ---- | ---- | - | - | - | - | - | - |
| 334  | 363  | 379  | - | - | - | - | - | - |

## Économie
La régression de la part prise par l'agriculture par rapport à l'ensemble des activités économiques, phénomène commun aux campagnes de la région, est loin d'avoir connu à Ligny l'ampleur avec laquelle elle s'est produite dans certaines communes rurales des environs. La vocation agricole de la commune se manifeste par le maintien sur son territoire d'un nombre appréciable d'exploitations. Leur nombre s'y est certes considérablement réduit au cours des dernières décennies; il y en avait 51 en 1988, 36 en 2000, 28 en 2010, il en reste 14 actuellement. On compte ainsi dans la commune une exploitation pour 24 habitants soit une proportion plus forte que dans certaines communes environnantes (1 pour 25 à Saint-Laurent-en-Brionnais, 1 pour 45 à Vareilles, 1 pour 49 à Chassigny-sous-Dun, 1 pour 88 à La Chapelle-sous-Dun).
La surface agricole utile totale - 1 830 ha - était en 2010 supérieure à ce qu'elle était précédemment.
La pédologie et le climat expliquent la part écrasante des herbages - 1 816 ha - par rapport aux labours, 14 ha. Toutes les exploitations de la commune pratiquant l'élevage bovin relèvent de la filière viande, avec des cheptels de race charolaise, activité conforme à la spécialité dominante dans la région. Le nombre de têtes de bétail a augmenté entre 2000 et 2010 passant de 2 713 à 2 860.
Les exploitations sont bien réparties sur le territoire municipal depuis le lieudit les Sertines au nord où se trouvent deux d'entre elles jusqu'à Saint-Rigaud au sud en passant par Briaille (2 exploitations), le bourg (2), le Devant (2), Clairmatin (2), Chamron, la Forêt et tout à fit à l'est Avignon. Aux exploitations d'élevage bovin s'ajoutent deux élevages avicoles, l'un à Chamron l'autre à la Forêt.
L'activité économique est loin de se limiter à l'agriculture. Ainsi, l'artisanat du bâtiment réunit-il l'entreprise d'un couvreur au lieudit la Pierre, celle d'un charpentier au lieudit les Mollières et celle d'un plâtrier au lieudit les Truges. Un paysagiste est installé à St-Rigaud et un maréchal ferrant travaille à Clairmatin. L'annexe d'une entreprise de Chauffailles fabriquant du matériel pour l'industrie textile est implantée à la Forêt. Au bourg se trouve un atelier artisanal de vêtement et une couturière modiste est installée au lieudit les Landes.
Le domaine des services est représenté par l'activité d'un maître d'œuvre aux Truges, d'un consultant en sécurité alimentaire au Devant. Un masseur-kinésithérapeute exerce au lieudit Fromental et une esthéticienne à domicile habite au bourg. Deux négociants en bestiaux sont installés l'un au lieudit Montcelly l'autre au lieudit les Tuileries. Au lieudit l'Abbaye enfin des chambres d'hôtes sont proposées aux villégiateurs.

## Culture locale et patrimoine

### Lieux et monuments
- L'église, en partie romane et dont l'une des particularités remarquables et de disposer d'un cadran solaire (mur sud de la chapelle Saint-Jean-Baptiste)[18].
- Abbaye Saint-Rigaud.
- Château de l'Étoile, aux Fougères.
- Château de Chamron (aujourd'hui disparu), à la famille de Vichy, depuis 1373 jusqu'à la Révolution.
- Le château de Montcelli (XVIIIe siècle), qui fut la propriété d'Abel de Vichy-Champrond[19].

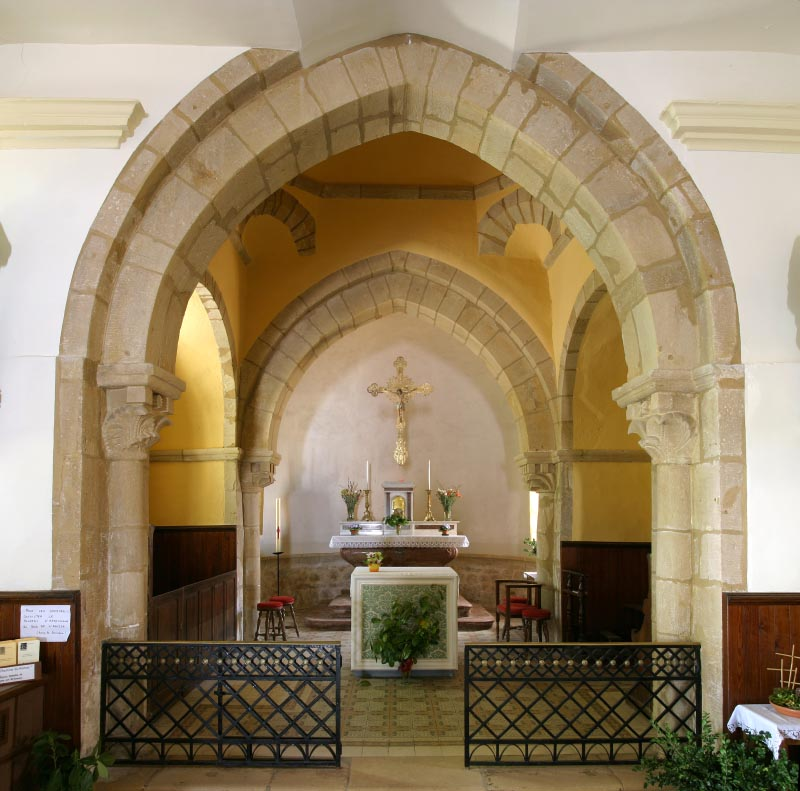
Église : chœur.
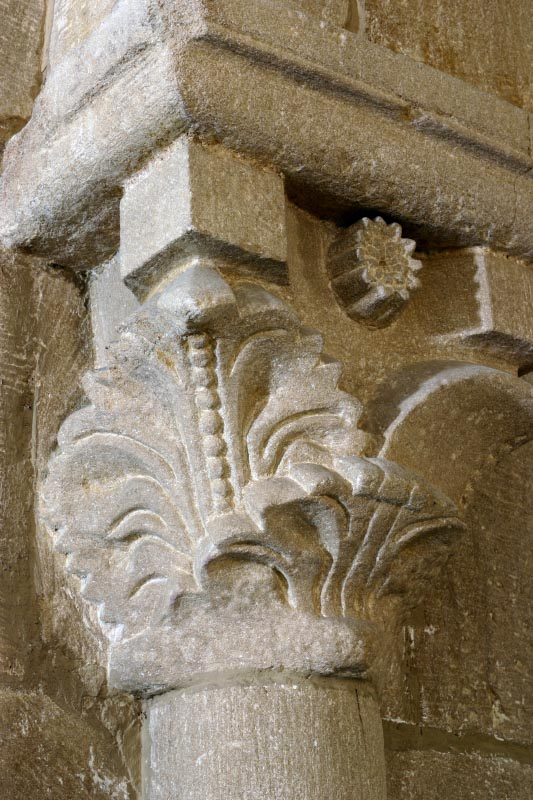
Église : chapiteau du chœur.

### Personnalités liées à la commune
- Gaspard III de Vichy-Chamron (1699-1781), comte de Chamron (ou Champrond), seigneur de Villeret, de l'Étang et autres lieux, maréchal des camps et armées du roi, promotion de 1743, décédé en son château de Chamron et inhumé au cimetière de Ligny.
- Madame du Deffand (1696-1780), sa sœur, de son nom de jeune fille Marie de Vichy-Champrond ou Chamron.
- Roch-Étienne de Vichy (1753-1829), fils du comte Gilbert Barthélemy de Vichy, vicaire général d’Évreux, confesseur de la reine Marie-Antoinette, prieur du prieuré d'Anzy-le-Duc, évêque de Soissons, évêque d'Autun, pair de France et conseiller d'État.
- Julie de Lespinasse, fille du comte Gaspard de Vichy.

## Héraldique
| Blason de Ligny-en-Brionnais | Blason  | Tiercé en pairle renversé: au 1er de sinople à la tête de boeuf d'argent, au 2e de gueules au château du lieu d'or, au 3e d'argent à trois fasces ondées d'azur. |
| Blason de Ligny-en-Brionnais | Détails | Le statut officiel du blason reste à déterminer. |